# 儿岭站
兒嶺站（：／ Ae'ogae yeok */?）是首都圈電鐵5號線沿線的一座地下車站，位於韓國首爾特別市麻浦區阿峴洞。站名源自阿峴洞地區的舊稱。

## 車站構造
站體為2面2線側式月台的地下車站，候車月台設有月台幕門，並有4處出口。
本站為夜間列車停泊站，從馬川站發車與自傍花站發車的末班車並以本站為終點站。

### 月台配置
| 孔德 ↑   |
| \| 上    |
| ↓ 忠正路 |

| 月台 | 路線             | 目的地                                     |
| ---- | ---------------- | ------------------------------------------ |
| 上行 | ●首都圈電鐵5號線 | 孔德、木洞、麻谷、傍花方向                 |
| 下行 | ●首都圈電鐵5號線 | 忠正路、君子、上一洞、河南黔丹山、馬川方向 |

## 歷史
- 1996年12月30日：落成啟用。

## 車站周邊
- 阿峴站
- 首爾西部地方法院
- 首爾西部地方檢察廳（朝鲜语：서울서부지방검찰청）
- 首爾西部地方法院郵局
- 首爾麻浦警察署
- 麻浦衛生所阿峴診所
- 阿峴中學
- 阿峴產業情報學校
- 首爾阿峴初等學校
- 麻浦文化院
- 西部水道事業所
- 阿峴公園
- 阿峴1洞治安中心
- 韓國正教會總教區
  - 正教會聖尼古拉斯聖堂

## 圖片

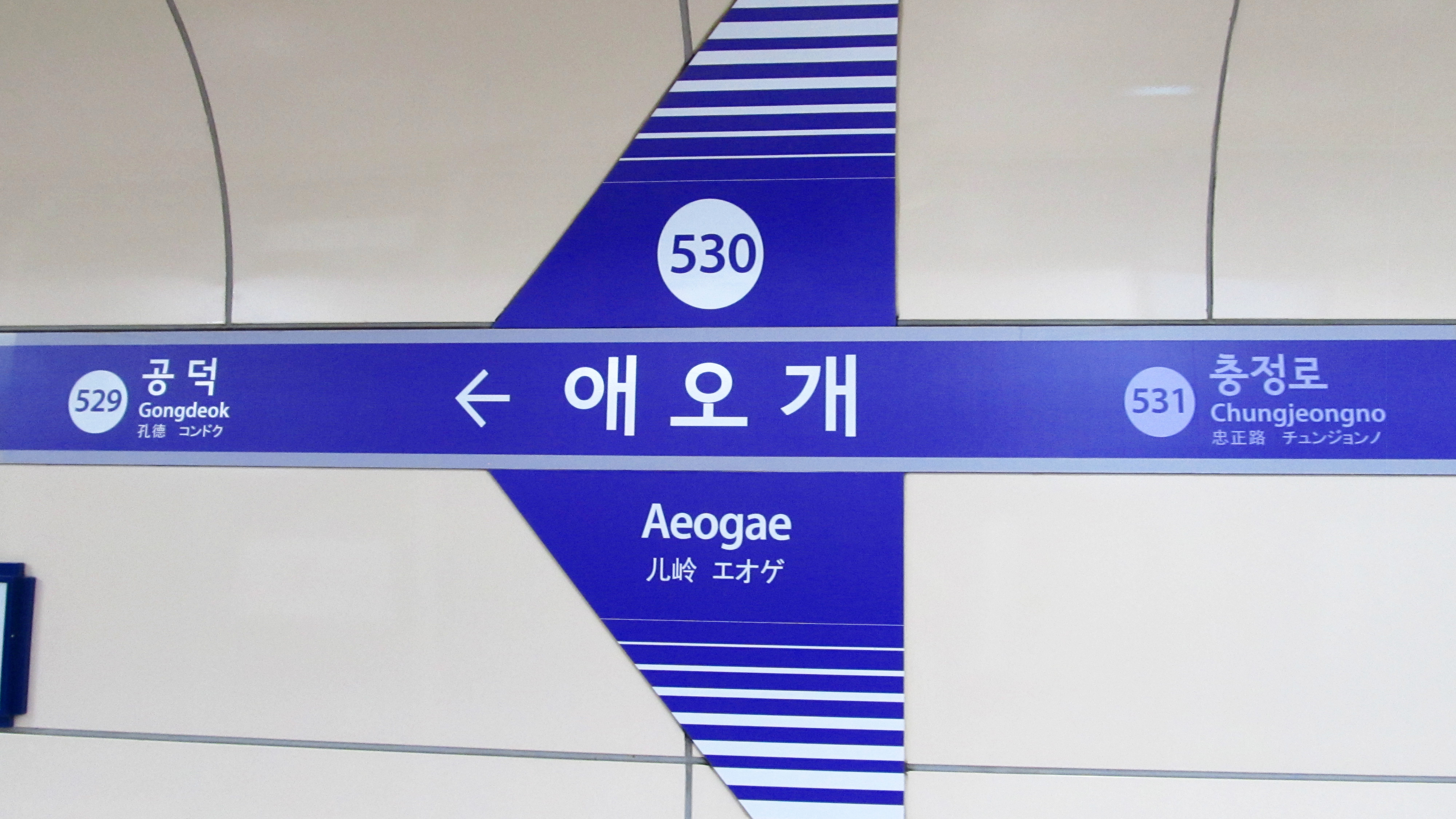
站名牌
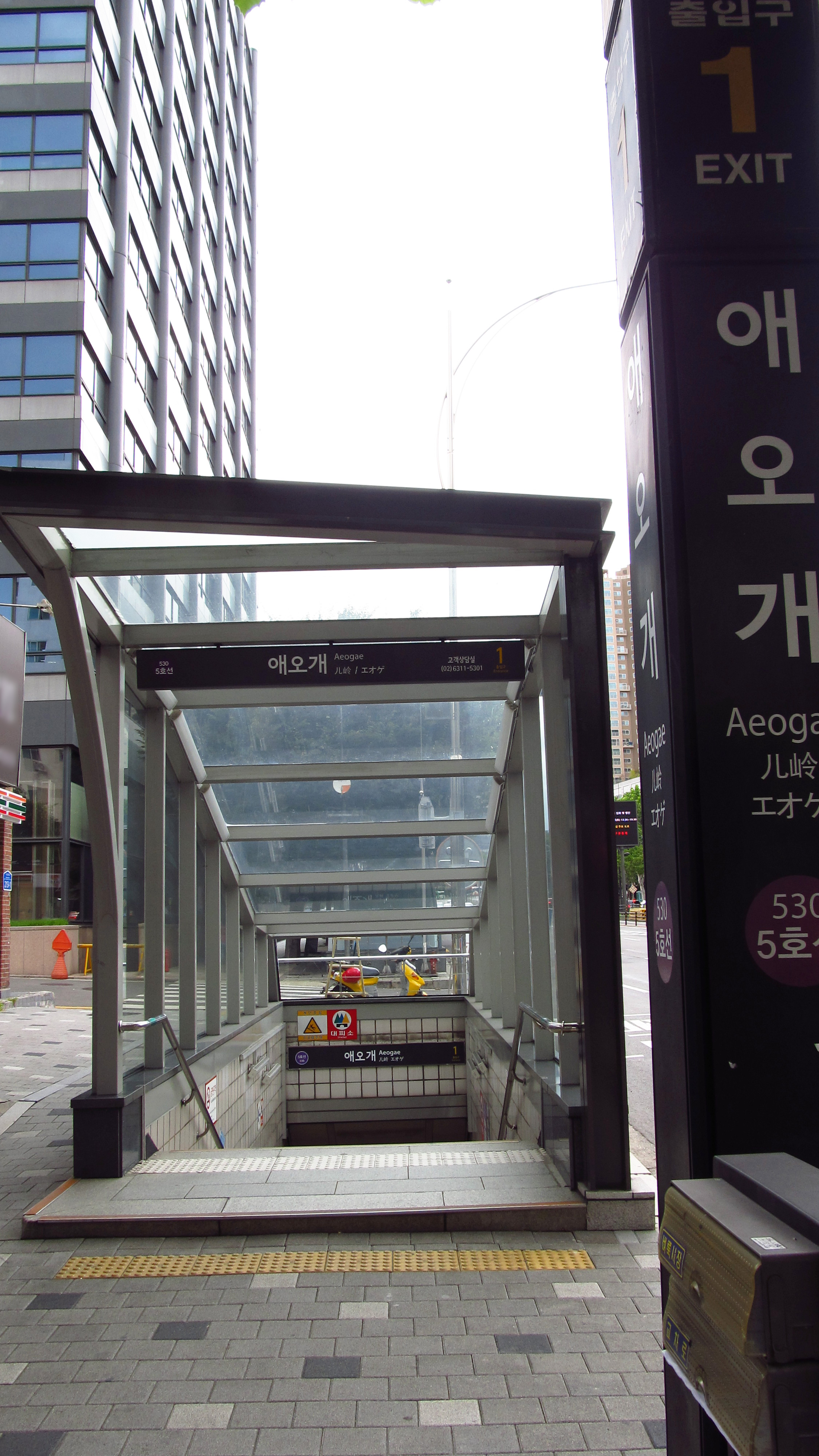
1號出口
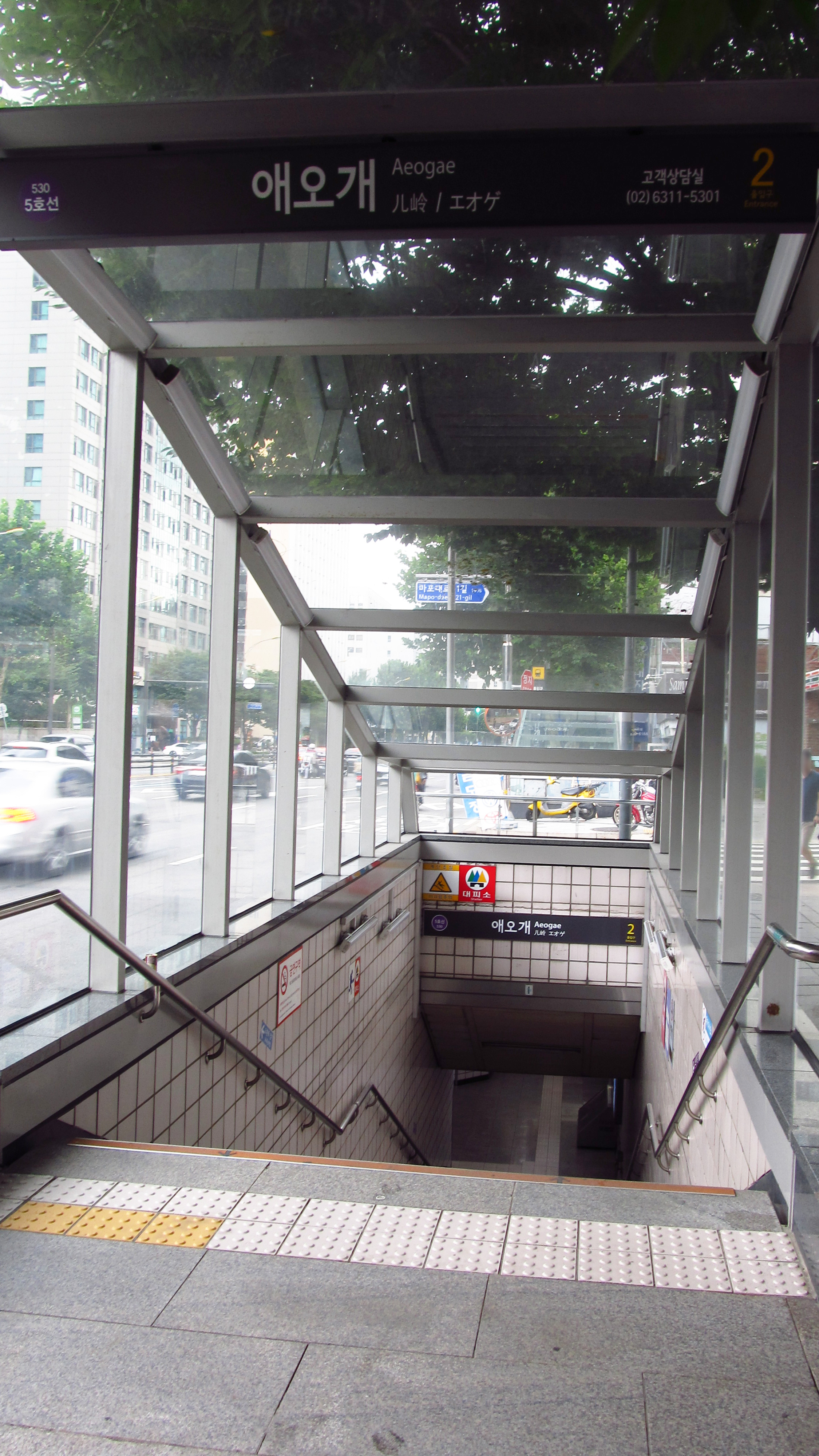
2號出口
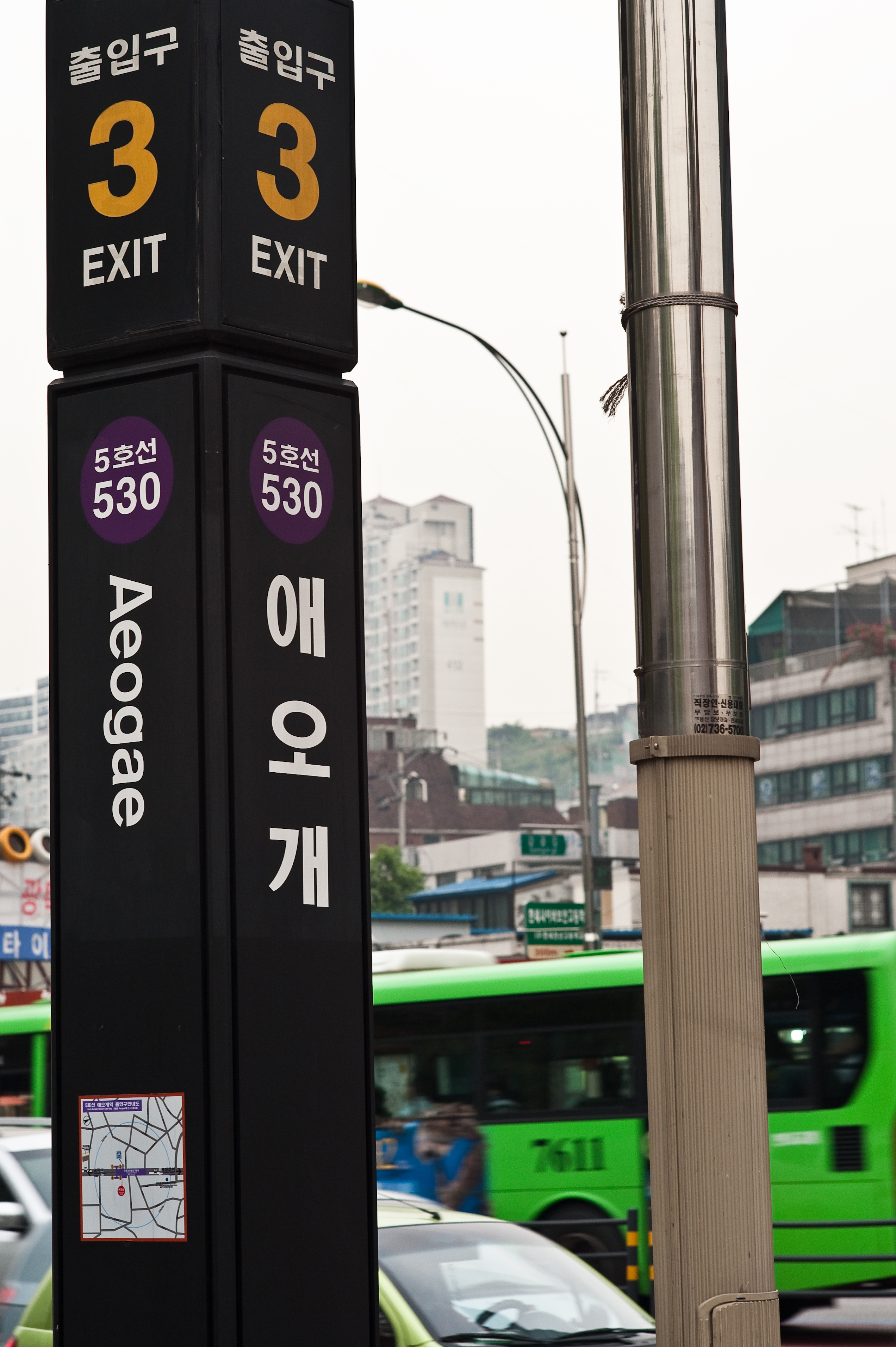
3號出口側柱站牌

## 相鄰車站
首爾交通公社
●首都圈電鐵5號線
孔德（529）－兒嶺（530）－忠正路（531）